# Station Kostrzyn Towarowy
Station Kostrzyn Towarowy was het goederenstation in de Poolse plaats Kostrzyn nad Odrą.